# BD-08°2823 b
BD-08°2823 b هو كوكب خارج المجموعة الشمسية يقع على بعد يقدر بحوالي 137 سنة ضوئية في كوكبة السدس اكتشف باستخدام مطيافة دوبلر من خلال جهاز الباحث الكوكبي بالسرعة الشعاعية عالية الدقة (HARPS) في مرصد لاسيلا تشيلي حول النجم BD-08°2823 في 19 أكتوبر 2009 مع 29 كوكب أخر، بما في ذلك BD-08°2823 c.